# Domenico Volpini
Domenico Volpini (Gradoli, 10 marzo 1938) è un politico e saggista italiano.
Laureato in sociologia, è stato docente universitario. È socio dell'Accademia di Storia dell'Arte Sanitaria ed è stato parlamentare eletto alla Camera dei deputati dal 1996 al 2008, nelle legislature XIII, XIV e XV.
Nella XV legislatura ha ricoperto la carica di Vice Presidente della VII Commissione permanente "Cultura, Scienza, Istruzione".

## Pubblicazioni
- 1978. Il seme del ricino; iniziazione tribale e mutamento culturale fra i Tharaka del Kenya, Roma, Officina Edizioni.
- 1980. Educazione e Cultura: analisi antropologica dei processi educativi, Patron, Bologna.
- 1994. L'autosviluppo integrale, Soc. Ed. Esculapio, Bologna.
- 1998. Le radici del futuro. Fondamenti ideali per una politica di ispirazione cristiana. Ed. Accademia degli Incolti, Roma.